# Esfinx d'Haches
L'Esfinx d'Haches és una escultura ibèrica trobada a la pedania d'Haches, dins del terme municipal de Bogarra, a la província d'Albacete. Va ser trobada, de manera casual, als peus de la torre almohade d'Haches. Ha estat datada del segle vi aC i es troba dipositada al Museu Arqueològic d'Albacete des de 1945.
Pel seu enigmàtic somriure ha estat qualificada com la Gioconda ibèrica.

## Descripció
Escultura animalística i fabulosa, pròpia de l'escultura ibèrica, està representada per aquesta esfinx, l'estructura cúbica de la qual i visió central l'apropen més a l'alt relleu.
És un carreu amb talla en alt relleu, en el qual la figura apareix en repòs. El rostre és transsumpte d'una figura arcaica grega, encara que el cos mostra el caràcter indígena d'aquesta esfinx que va haver de tenir un significat protector d'una tomba. És datada del segle vi aC.
Representa la mítica figura amb arpes de lleó, cos d'au i cap de dona, on el somriure arcaic dels llavis i el trenat dels cabells recorden l'escultura grega.
Es tracta d'una figura alada i s'estima que estava associada a un context funerari. Representa un ésser mitològic, el cap del qual està girat cap a la dreta, trencant el perfil del cos, que correspon a un animal quadrúpede en repòs, mentre que el cap, que mira a l'espectador, és de dona.
Els investigadors han trobat certes relacions culturals entre els antics pobladors d'aquest territori i els pobles del Mediterrani oriental. L'estètica de figures com aquesta, les esfinxs bessones del Salobral o l'Esfinx de Balazote responen al tipus grec arcaic.